# Francisco Hernández
Francisco Pineda Hernández (Toluca, 16 gennaio 1924 – Città del Messico, 24 gennaio 2011) è stato un calciatore messicano, di ruolo centrocampista.

## Carriera
Con la nazionale messicana ha preso parte ai Mondiali del 1950.